# Alonso de Arreo
Alonso de Arreo (Segovia, 1470 - ¿América?, ¿?). Regidor y procurador de Navalcarnero. Héroe local, conocido por su participación en la Guerra de las Comunidades de Castilla. A la llamada de la ciudad de Segovia, acudió con una veintena de hombres armados, uniéndose al ejército comunero para luchar contra la coronación de un emperador extranjero, Carlos I de España.

## Biografía
Apenas veinte años después de ser fundada la población de Navalcarnero por Segovia, la localidad hubo de tomar parte en la defensa de los fueros comunales. 
El entonces regidor, Alonso de Arreo, en el año de 1520, atendiendo a la demanda de la Comunidad de Ciudad y Tierra de Segovia a la que pertenecía, consiguió llevar a Segovia un contingente de veinte hombres bien armados. Se presentó a Juan Bravo, y la Junta le nombró uno de los seis caudillos que habían de servir de guardia de honor al pendón segoviano.
Al mando de Juan Bravo combatió Arreo en Medina del Campo, colocado en la vanguardia. Se encontraba atacando Torrelobatón cuando los comuneros asediaron la fortaleza y lograron la victoria. Juan de Padilla felicitó entonces a Juan Bravo por su gente segoviana, entre las que se encontraba Arreo con sus hombres.[cita requerida]
Sin embargo, el día 23 de abril de 1521 fueron derrotados en Villalar de modo definitivo, cayendo prisioneros los jefes, entre ellos Alonso de Arreo, de quien se afirma que defendió el pendón Segoviano con su propio cuerpo para que no cayera en manos imperialistas.[cita requerida]
Fue conducido con Juan de Padilla, Juan Bravo y Francisco Maldonado al Castillo de Villalba; pero aprovechándose de la sinuosidad del camino, en un recodo a la entrada de dicha fortaleza, Alonso de Arreo y un fraile franciscano que también iba prisionero a su lado burlaron la vigilancia, lanzándose por un precipicio, y lograron evadirse. El fraile, que era conocedor del terreno, guio a Alonso de Arreo hasta un convento de su orden y allí fueron recogidos y guardados por el prior que les aconsejó, para su mayor seguridad, marchasen a Portugal, donde llegó Arreo disfrazado de fraile, junto a su compañero. [cita requerida]
Se sabe que Arreo permaneció en Portugal algún tiempo, hasta que tuvo que abandonarlo por las continuas peticiones del Rey de España al de Portugal para que entregase a los refugiados procedentes de las filas de los comuneros. Aunque se ignora dónde marchó y vivió hasta su muerte, es muy probable que pasase a América.[cita requerida]
En homenaje a este ilustre personaje de Navalcarnero, se creó en la Villa Real la plaza de Alonso de Arreo, con una pintura mural que representa la batalla librada en Villalar, y un monumento erigido en su honor.